# Catedral de San Teodosio
La catedral de San Teodosio o bien la catedral ortodoxa rusa de San Teodosio (en inglés: St. Theodosius Russian Orthodox Cathedral) es una parroquia ortodoxa rusa ubicada en la avenida Starkweather en el barrio de Tremont, en el lado cercano al oeste de la ciudad de Cleveland, Ohio, Estados Unidos. Es considerada como uno de los mejores ejemplos de la arquitectura de la iglesia rusa en Estados Unidos y está incluida en el Registro Nacional de Lugares Históricos.
La parroquia es la primera parroquia ortodoxa en Cleveland y está actualmente bajo la jurisdicción de la diócesis de la región central de la Iglesia ortodoxa en América.
Es conocida por su aparición en la película The Deer Hunter (1978) con Robert De Niro, Christopher Walken y Meryl Streep.